# Roll With the Wind
"Roll With the Wind" là một ca khúc của ca sĩ-nhạc sĩ người Na Uy Alexander Rybak từ album phòng thu thứ hai của anh, album Fairytales. "Roll With the Wind" được viết bởi Mårten Eriksson và Lisa Eriksson, do Amir Aly sản xuất.

## Xếp hạng
"Roll With the Wind" bước vào bảng xếp hạng ở Na Uy vào ngày 2 tháng 6 năm 2009 ở vị trí #16. Cùng một lúc, Rybak đã có hai đĩa đơn khác nhau đứng trong top 3, "Funny Little World" và "Fairytale". Tuần tiếp theo, nó leo lên vị thứ #10. Bài hát đã rơi khỏi Top 20 trong tuần thứ 3.
| Bảng xếp hạng (2009)    | Vị trí cao nhất |
| ----------------------- | --------------- |
| Norwegian Singles Chart | 10              |

## Phát hành
| Vùng  | Ngày               | Định dạng               |
| ----- | ------------------ | ----------------------- |
| Na Uy | 2 tháng 6 năm 2009 | Radio, Download nhạc số |